# Corrosion of Conformity
Corrosion of Conformity (nebo také zkráceně C.O.C.) je americká heavymetalová skupina, založená v roce 1982 v Raleigh v Severní Karolíně. Původní sestavu skupiny tvořil zpěvák Benji Shelton, kytarista Woody Weatherman, baskytarista Mike Dean a bubeník Reed Mullin. Skupinou později prošla řada dalších hudebníků. Rozpadla se v roce 2006, ale čtyři roky poté byla opět obnovena. Skupina během své kariéry vydala osm studiových alb. Dne 27. ledna 2020 zemřel bubeník kapely Reed Mullin, jeho místo přebírá již delší dobu John Green.

## Diskografie
- Eye for an Eye (1984)
- Animosity (1985)
- Blind (1991)
- Deliverance (1994)
- Wiseblood (1996)
- America's Volume Dealer (2000)
- In the Arms of God (2005)
- Corrosion of Conformity (2012)
- IX (2014)
- No Cross No Crown (2018)